# 深水埗碼頭

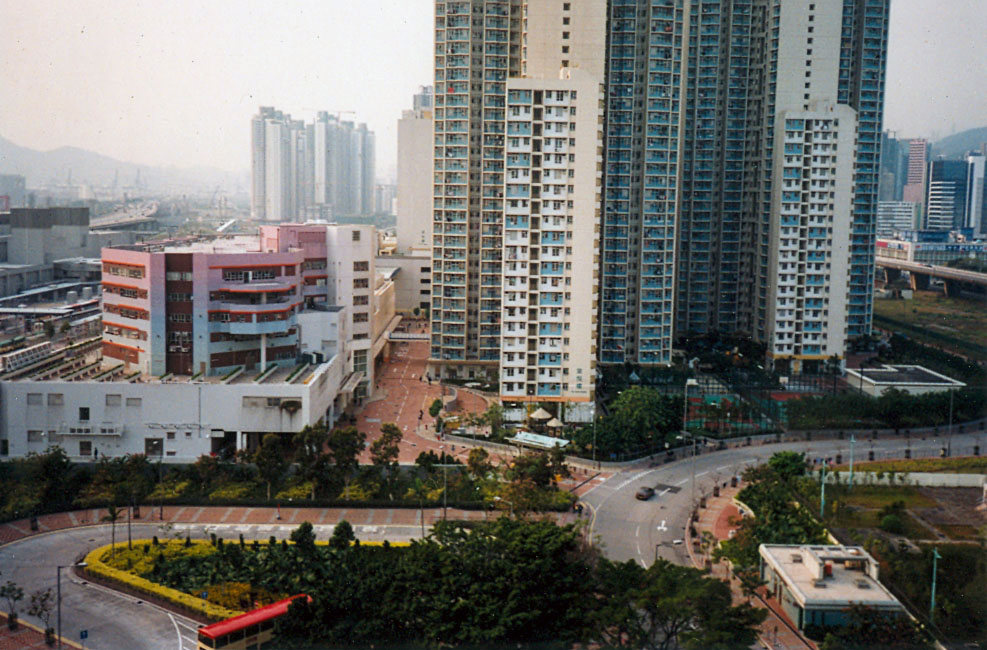
往中環的渡輪及其附屬的巴士總站取消及關閉後，原址興建了富昌邨，圖中可見：
左下方的九巴旁邊是前深水埗碼頭巴士總站入口，
右下方的馬路是巴士總站出口

深水埗碼頭（英語：Sham Shui Po Ferry Pier）於1924年啟用，於1992年6月1日關閉，於1920年代至1970年代屬區內十分重要的碼頭，主要為深水埗居民提供來往中環的渡輪服務，並設有巴士總站。

## 歷史

### 航線
深水埗碼頭於1924年開始使用，由1924年啟用至1992年關閉經營來往中環及於1950年開辦上環威利麻街的渡輪服務，其後往上環的渡輪於1979年因上環威利麻街碼頭被颱風荷貝摧毀而取消，於1983年9月1日更開設渡輪來往澳門，隨著尖沙咀的中港碼頭於1988年啟用，來往深水埗與澳門的航線於1989年11月1日停航。

### 使用情況
1924年－1978年的深水埗碼頭是位於通州街與北河街交界（該處現時為通州街公園），而當時以深水埗碼頭為總站的巴士線大部分都是以荃灣及葵涌為總站，所以深水埗碼頭當時除了為深水埗居民提供來往中環的渡輪服務外，當時荃灣及葵涌居民需要前往中環，大多都是乘搭巴士往深水埗碼頭轉乘渡輪，當年由葵涌及荃灣開往深水埗碼頭為總站的巴士線，大部分於1980年代至1990年代被取消或延長至以油尖旺區為總站，這是因為往中環渡輪取消，令這些巴士線失去接駁渡輪的功能、加上工業北移，長沙灣一帶工廠減少、北葵涌一帶的公共屋邨開始重建令新界西居民需求改變，以及政府於1990年代放寬了公共交通協調政策，從下表可見，41A、44B、68A線都是因為該政策而把當時的總站安排至深水埗碼頭。時至今天，取代深水埗碼頭總站的深水埗（東京街）巴士總站原址上蓋重建成海達邨海盛樓，深水埗（東京街）巴士總站改稱海達邨總站，而當時最後一條由葵涌開出並以深水埗碼頭總站並過渡至海達邨為總站的36A線已改為循環線運作，不再以海達邨為總站。

### 碼頭搬遷
正值當時葵涌及荃灣新市鎮發展迅速，除了渡輪外，當時深水埗區內沒有其它交通工具來往中環，當時渡輪的乘客量十分高，導致通州街與北河街交界的深水埗碼頭不能應付龐大的乘客量。所以於1977年欽州街對開進行深水埗第一期填海工程以搬遷深水埗碼頭，並興建南昌邨，舊深水埗碼頭便於1978年6月25日由位於欽州街的新碼頭取代，新深水埗碼頭可容納兩艘三層船停泊，更是全港首個安裝電動閘出口的碼頭。

### 巴士路線重組
深水埗碼頭搬遷後，因為新建深水埗碼頭的位置遠離深水埗的鬧市，加上地鐵荃灣綫的通車，導致來往中環的渡輪服務不斷減班，其後香港政府於1990年決定興建赤鱲角新機場，並進行西九龍填海計劃，在以上的因素下，來往中環的渡輪服務乘客量銳減，最後於1992年6月1日取消，並由九巴與中巴聯合營辦的114號線取代。114號線由中巴和九巴聯合經營，來往深水埗碼頭與中環港澳碼頭，114線於1997年配合西隧通車改行西隧，編號改為914，並改為來往深水埗碼頭與天后地鐵站，而914線走線經過數次更改後，至現在由海麗邨來往天后站，所以914線路線開辦背景和發展可算是見證了西九龍填海區一帶的發展。及至1995年4月9日，52X、59A、68A、117的總站由深水埗碼頭遷往深水埗（欽州街）巴士總站。
過去西九龍走廊西行線近欽州街有一出口天橋連接深水埗碼頭和巴士總站，深水埗碼頭巴士總站保留至1999年3月7日後關閉，以深水埗碼頭巴士總站為終點站的巴士線遷至深水埗（東京街）巴士總站為終點站，直至南昌站啟用前一個月，12A、18、914更遷至南昌站巴士總站。而原有深水埗碼頭巴士總站的地皮建成了富昌邨，富昌邨對出的位置是港鐵屯馬綫及東涌綫的南昌站，但西九龍走廊西行線出口天橋則被廢棄。
此站剩餘的外坑便是現時南昌邨分站，只有117線往深水埗（欽州街）巴士總站方向途經。而同樣途經此處的286X線並不設站。

## 巴士服務
1924-1978年間，深水埗碼頭附近並沒有正式的巴士總站，以該處為終點的巴士路線皆在醫局街或海壇街等附近街道停泊。深水埗碼頭搬遷後，各路線進駐新落成的巴士總站。而在深水埗碼頭清拆後，以該處為總站的巴士路線大多遷往深水埗（欽州街）總站（位於西九龍中心地下）或深水埗（東京街）總站（現時已重建成海達邨）。

### 歷來此總站的所有路線
下述路線的總站以調遷/停辦當日為準。
| 九巴       | 2A             | 1952年12月22日 | 樂華             | 美孚             | 1967年10月14日     |
| 九巴       | 2B （第二代）  | 1970年3月5日   | 九龍城碼頭       | 停辦             | 1976年11月8日      |
| 九巴       | 2B （第四代）  | 1979年10月16日 | 白田 （循環線）  | 石硤尾           | 1980年6月1日       |
| 九巴       | 2F （第一代）  | 1961年12月16日 | 大窩坪           | 停辦             | 1967年因暴動而停辦 |
| 九巴       | 4              | 1950年12月27日 | 佐敦道碼頭       | 長沙灣站         | 1970年3月5日       |
| 九巴       | 12             | 1998年4月1日   | 中港碼頭         | 海麗邨           | 1999年3月7日       |
| 九巴       | 12A            | 1956年7月4日   | 黃埔花園         | 長沙灣（海達邨） | 1999年3月7日       |
| 九巴       | 18             | 1990年5月21日  | 愛民 （循環線）  | 長沙灣（海達邨） | 1999年3月7日       |
| 九巴       | 31B            | 1967年12月23日 | 石籬（大隴街）   | 奧運站           | 1998年4月1日       |
| 九巴       | 33 （第一代）  | 1963年9月1日   | 荃灣碼頭         | 停辦             | 1991年6月6日       |
| 九巴       | 33A            | 1971年7月15日  | 中葵涌           | 大角咀碼頭       | 1982年5月16日      |
| 九巴       | 33B （第一代） | 1971年7月27日  | 葵興             | 停辦             | 1982年5月16日      |
| 九巴       | 33C            | 1971年7月27日  | 葵芳             | 停辦             | 1982年5月16日      |
| 九巴       | 35A            | 1970年6月15日  | 安蔭             | 尖沙咀東         | 1996年5月19日      |
| 九巴       | 36A            | 1971年8月20日  | 梨木樹           | 長沙灣（海達邨） | 1999年3月7日       |
| 九巴       | 37A            | 1977年2月16日  | 葵盛（東）       | 停辦             | 1982年11月1日      |
| 九巴       | 41A            | 1988年9月1日   | 長安             | 尖沙咀東         | 1995年11月5日      |
| 九巴       | 44 特別班次    | 1991年9月9日   | 青衣邨           | 深水埗（東京街） | 1999年3月7日       |
| 九巴       | 44B            | 1985年8月25日  | 長青             | 佐敦道碼頭       | 1990年4月23日      |
| 九巴       | 46             | 1977年1月17日  | 麗瑤             | 佐敦（西九龍站） | 1982年5月16日      |
| 九巴       | 52X            | 1992年5月4日   | 屯門市中心       | 旺角（柏景灣）   | 1995年4月9日       |
| 九巴       | 59A            | 1984年2月6日   | 屯門碼頭         | 葵翠邨           | 1995年4月9日       |
| 九巴       | 68A （第一代） | 1986年10月19日 | 朗屏邨           | 深水埗（欽州街） | 1995年4月9日       |
| 九巴       | 72             | 1983年9月4日   | 太和             | 長沙灣           | 1991年8月10日      |
| 九巴、中巴 | 114            | 1992年5月30日  | 中環（港澳碼頭） | 停辦             | 1997年5月1日       |
| 九巴、城巴 | 117            | 1994年11月7日  | 跑馬地（下）     | 深水埗（欽州街） | 1995年4月9日       |
| 九巴、新巴 | 914            | 1997年5月1日   | 天后站           | 海麗邨           | 1999年3月7日       |

## 原址拆卸後的興建
- 公共屋邨：富昌邨

## 外部連結
- 公共交通協調政策
- 趣談九龍街道，爾東著/明報出版社有限公司 ISBN 962-8871-46-3
- 地換山移—香港海港及土地發展一百六十年，何佩然著/商務印書館出版社 ISBN 962-07-6335-1
- 香港地方討論—消失了的碼頭 （页面存档备份，存于）